# Assintomático
Em medicina, uma doença é considerada assintomática se um paciente é portador de uma doença ou infecção mas não exibe sintomas. A condição pode ser assintomática se esta falha a mostrar os sintomas perceptíveis na qual a doença é normalmente associada. Infecções assintomáticas são também chamadas de infecções subclínicas. O termo clinicamente silenciosa também é usado para definir doenças assintomáticas.
Saber que uma condição é assintomática é importante porque:
- os sintomas podem surgir tardiamente e a identificação prévia destas condições requer tratamento precoce;

- ela pode resolver-se ou tornar-se benigna;

- é necessário que uma pessoa passe por tratamento, para não ter problemas mais tarde, tais como pressão arterial elevada e hiperlipidemia;[1]

- esteja alerta para possíveis problemas: hipotireoidismo assintomático torna uma pessoa vulnerável a síndrome de Wernicke-Korsakoff ou beribéri;[2]

- a pessoa acometida pela doença pode disseminar, sem saber, a infecção para outras pessoas.

## Lista
Eis um conjunto de condições médicas que, documentadamente, apresentam uma fração significativa de indivíduos afetados assintomáticos:
- Líquen escleroso (balanite obliterante xerótica)
- Lesão linfoepitelial benigna
- Curto-circuito cardíaco (shunt)
- Dissecção da artéria carótida
- Sopro carotídeo
- Hemangioma cavernoso
- Cloroma (sarcoma mieloide)
- Cólera
- Leucemia mieloide crónica
- Doença celíaca
- Doença arterial coronária
- COVID-19
- Varíola de bovino
- Retinopatia diabética
- Fructosúria essencial
- Estirpes de gripe
- Hamartoma cístico folículo-sebáceo
- Glioblastoma multiforme (ocasionalmente)
- Aldosteronismo remediável com glicocorticóides
- Deficiência de glucose-6-fosfato desidrogenase
- Hepatite
- Eliptocitose hereditária
- Herpes
- Heteroforia
- Constipações devidas ao coronavírus humano
- Hipertensão
- Histidinemia
- Infeção por VIH (SIDA)
- Infeção por papilomavírus humano (HPV)
- Hiperaldosteronismo
- Hiperlipidemia
- Hiperprolinemia Tipo I
- Hipotiroidismo
- Hipóxia (alguns casos)
- Púrpura trombocitopénica trombocítica
- Iridodiálise (em jovens)
- Síndrome de Lesch-Nyhan (em mulheres portadoras)
- Levotransposição das grandes artérias
- Sarampo
- Divertículo de Meckel
- Hemangioma microvenular
- Prolapso da válvula mitral
- Varíola dos macacos
- Linfocitose monoclonal de células B
- Mielolipoma
- Doença hepática gordurosa não alcoólica
- Buraco do disco óptico
- Osteoporose
- Coqueluche (Coqueluche)
- Caverna pé
- Poliomielite
- Poliorquidia
- Pré-eclâmpsia
- Pré-hipertensão
- Protrusão acetabular
- Contusão pulmonar
- Acidose tubular renal
- Roséola
- Varíola (ausente desde a década de 1980)
- Espermatocele
- Meningioma da asa do esfenóide
- Angioma em aranha
- Ataque cardíaco esplênico (embora não seja típico)
- Hemorragia subaracnóidea
- Amigdalite
- Tuberculose
- Diabetes tipo II
- Tifoide
- Neoplasia intraepitelial vaginal
- Catapora
- Doença de Wilson

Milhões de mulheres referem ausência de sintomas durante a gravidez até ao momento do parto; não sabem que estão grávidas. Este fenómeno é conhecido como gravidez oculta.